# Electrophaes aliena
Electrophaes aliena là một loài bướm đêm trong họ Geometridae.